# Woodmere (Ohio)
Woodmere es una villa ubicada en el condado de Cuyahoga en el estado estadounidense de Ohio. En el Censo de 2010 tenía una población de 884 habitantes y una densidad poblacional de 1.021,9 personas por km².

## Geografía
Woodmere se encuentra ubicada en las coordenadas 41°27′36″N 81°28′47″O / 41.46000, -81.47972. Según la Oficina del Censo de los Estados Unidos, Woodmere tiene una superficie total de 0.87 km², de la cual 0.87 km² corresponden a tierra firme y (0%) 0 km² es agua.

## Demografía
Según el censo de 2010, había 884 personas residiendo en Woodmere. La densidad de población era de 1.021,9 hab./km². De los 884 habitantes, Woodmere estaba compuesto por el 29.52% blancos, el 61.88% eran afroamericanos, el 0% eran amerindios, el 3.73% eran asiáticos, el 0% eran isleños del Pacífico, el 1.02% eran de otras razas y el 3.85% pertenecían a dos o más razas. Del total de la población el 3.73% eran hispanos o latinos de cualquier raza.